# Serge Noskov
Pour les articles homonymes, voir Noskov.
Serge Noskov est un compositeur originaire de Syktyvkar (en RSSA des Komis, aujourd'hui République des Komis) résidant en Angleterre.
Noskov a étudié la composition au Conservatoire Mikhaïl Glinka de Gorki, dans la classe du professeur Arcady Nesterov. Ses premières compositions, dans le cadre de ses études, furent une première symphonie, un cycle vocal (Songes, sur des textes du compositeur) et un nonette en 3 mouvements. Peu après avoir obtenu son diplôme, il a été admis comme membre de l'Union des compositeurs d'URSS, et a travaillé à la Philharmonie de Syktyvkar, avant de partir pour l'Angleterre en 1992. 
À Londres, Serge Noskov a composé des œuvres symphoniques, de la musique de chambre, ainsi des musiques pour le cinéma et pour le théâtre. Depuis 1999, il est membre de la "British Academy of Songwriters, Composers and Authors".
Parmi ses œuvres, on peut citer notamment : 
- des symphonies pour synthétiseur et orchestre : no 2 (1996), no 3 (1996), no 4 (1998), no 5 (2002) ;
- Before, musique pour le film de T. Meakins (1999) ;
- Coming back, 5 chansons pour baryton, guitare acoustique et synthétiseur (ou orchestre de chambre) (2003) ;
- Last Dance of X-mas Turkey, pour orchestre symphonique (2006) ;
- Foma, mini-cantate pour chœur d'enfants et piano.

À la fin de l'année 2007, l'Opéra d'État de la République komie a commandé à Serge Noskov un "opéra national" : le livret, en langue komie, est un texte écrit en 1984 par l'écrivain Albert Vaneïev, sur la vie et l'œuvre du grand poète komi Ivan Kouratov. Les répétitions devraient commencer fin 2008. 